# Canisp
Der Canisp (schottisch-gälisch Canasp) ist ein 847 Meter hoher Berg in Schottland. Sein Name kommt aus dem Altnorwegischen und bedeutet Weißer Berg. Der Berg ist als Corbett eingestuft und liegt in der Region von Assynt in den Northwest Highlands, etwa 25 Kilometer nördlich von Ullapool und rund 12 Kilometer südöstlich von Lochinver.

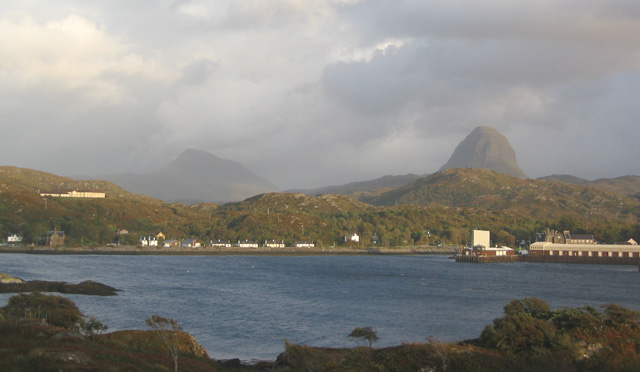
Die Gipfel von Canisp (links) und Suilven (rechts), von Lochinver aus gesehen

Geologisch liegt der Canisp im Bereich der Überschiebungszone des Moine Thrust. Er besteht aus Torridonischem Sandstein, aufgelagert auf Gneis aus dem Lewisian und stellt einen Rest der ursprünglich die gesamte Region bedeckenden Sandsteinschicht dar. Im Gipfelbereich und auf seiner östlichen Seite ist der Sandstein von Quarzit aus dem Kambrium überlagert. Der Gipfel des Canisp blieb während der letzten Kaltzeit als Nunatak oberhalb der Eisdecke.
Im Vergleich mit dem südlich benachbarten Suilven ist der flach kegelförmig aufgebaute Canisp ein eher unspektakulärer Berg. Er übertrifft den Suilven jedoch in seiner Höhe und ist damit einer der besten Aussichtsberge in diesem Bereich der Highlands. Von seinem Gipfel bieten sich weite Blicke über die Moor- und Heidelandschaft von Assynt und The Minch, den Meeresarm zwischen dem schottischen Festland und den Äußeren Hebriden.
Bestiegen werden kann der Canisp aus verschiedenen Richtungen. Meistens genutzt wird der kürzeste Anstieg, der im Osten von einem Parkplatz an der A837 zwischen Inchnadamph und Ledmore Junction über den Ostgrat zum Gipfel führt. Weitere Zustiege führen von Ledmore Junction und Lochinver auf den Canisp.